# Thierry Ambrose
Thierry Winston Jordan Ambrose (ur. 7 listopada 1997 w Sens) – gwadelupski piłkarz grający na pozycji napastnika w belgijskim klubie KV Kortrijk. Reprezentuje Gwadelupę, choć występował też w młodzieżowych kadrach Francji.

## Kariera klubowa
Swoją piłkarską karierę Ambrose rozpoczynał w juniorach takich klubów jak: AS Gresivaudan (2003-2006), AJ Auxerre (2006-2013) i Manchester City (2013-2015). W sezonie 2016/2017 grał w zespole U-23 Manchesteru City. W 2017 roku udał się na wypożyczenie do NAC Breda. W nim w Eredivisie zadebiutował 12 sierpnia 2017 w przegranym 1:4 wyjazdowym meczu z SBV Vitesse i w debiucie zdobył gola. W NAC spędził sezon.
Latem 2018 Ambrose został wypożyczony do drugoligowego RC Lens. Swój debiut w nim zanotował 4 sierpnia 2018 w zwycięskim 1:0 domowym meczu z Red Star 93. W Lens grał przez rok.
Latem 2019 Ambrose ponownie został wypożyczony, tym razem do FC Metz. 17 sierpnia 2019 zadebiutował w nim w Ligue 1 w wygranym 3:0 domowym meczu z AS Monaco FC. W lipcu 2020 został wykupiony przez Metz za 2 miliony euro. W Metz spędził również sezon 2020/2021.
24 lipca 2021 Ambrose został zawodnikiem belgijskiego KV Oostende, do którego trafił za pół miliona euro. W pierwszej lidze belgijskiej swój debiut zaliczył 30 lipca 2021 w zwycięskim 4:3 wyjazdowym meczu z KRC Genk. W debiucie zdobył gola.
| Sezon   | Klub                 | Kraj     | Rozgrywki                     | Mecze | Gole |
| ------- | -------------------- | -------- | ----------------------------- | ----- | ---- |
| 2016/17 | Manchester City U-23 | Anglia   | Premier League 2 Division One | 8     | 5    |
| 2017/18 | NAC Breda            | Holandia | Eredivisie                    | 30    | 10   |
| 2018/19 | RC Lens              | Francja  | Ligue 2                       | 35    | 5    |
| 2019/20 | FC Metz              | Francja  | Ligue 1                       | 18    | 0    |
| 2020/21 | FC Metz              | Francja  | Ligue 1                       | 23    | 0    |

## Kariera reprezentacyjna
Ambrose grał w młodzieżowych reprezentacjach Francji na szczeblach U-16, U-17, U-18 i U-19. W 